# Aldo Brovarone
Aldo Brovarone, né le 24 juin 1926 à Vigliano Biellese et mort le 12 octobre 2020 à Turin, est un des importants designers automobiles italiens, de la société de design  Pininfarina entre 1954 et 1988.

## Biographie
Aldo Brovarone naît à Vigliano Biellese dans le Piémont en Italie. Il poursuit des études technico commercial. Lors de la Seconde Guerre mondiale, il est déporté en Pologne,.
En 1949, il s'exile en Argentine. Il travaille comme designer dans une industrie de réfrigérateurs, puis graphiste pour une agence de publicité. Il travaille ensuite comme designer pour Cisitalia Argentina de Piero Dusio, avec qui il revient chez Cisitalia en Italie en 1953. En 1954 il intègre l’équipe de designer Pininfarina de Gian-Battista Pinin Farina. Il est nommé directeur du design en 1974.
Il finit chef designer de Pininfarina à sa retraite en 1988, avec pour ultime création la Ferrari F40 avec le designer Leonardo Fioravanti.

## Réalisations
En trente-cinq ans de carrière Pininfarina, il participe à la conception ou conçoit de nombreux modèles devenus célèbres, dont : 
| Photo | Modèle                                             | Notes                                  | Sources |
| ----- | -------------------------------------------------- | -------------------------------------- | ------- |
|       | Alfa Romeo Duetto                                  |                                        | [ 3 ]   |
|       | Cisitalia Type 33 DF Volo Radente                  |                                        |         |
|       | Dino 206 GT et Dino 246 GT/GTS                     |                                        | [ 3 ]   |
|       | Ferrari Dino GT Speciale                           |                                        |         |
|       | Ferrari 365 GT 2+2                                 |                                        |         |
|       | Ferrari 365 GTC/4                                  |                                        |         |
|       | Ferrari 375 America                                | Pour l'actrice Ingrid Bergman          |         |
|       | Ferrari 375 America                                | Pour le réalisateur Roberto Rossellini |         |
|       | Ferrari 400 Superamerica                           |                                        |         |
|       | Ferrari 400 Superamerica Aerodinamico Superfast II | Inspiré des formules 1 de Vanwall      | [ 5 ]   |
|       | Ferrari 400 Superamerica Pininfarina Coupé         | Pour le PDG de Fiat Gianni Agnelli     |         |
|       | Ferrari 500 Superfast                              |                                        |         |
|       | Ferrari 500 Superfast II                           |                                        | [ 3 ]   |
|       | Ferrari F40                                        |                                        |         |
|       | Fiat Barchetta Stola Dedica                        |                                        |         |
|       | Lancia Gamma Coupé                                 |                                        | [ 3 ]   |
|       | Maserati A6GCS Pinifarina                          |                                        |         |
|       | Peugeot 504                                        |                                        |         |
|       | Peugeot 504 coupé cabriolet Pinifarina             |                                        |         |
|       | Peugeot 604                                        |                                        |         |
|       | Pininfarina Alfa Romeo Giulia                      |                                        |         |

Retraité, Brovarone continue à créer quelques concept-cars pour Alfa Romeo, Ruf Automobile, Abarth, Stola (Fiat Barchetta Stola Dedica, Stola S82),, et Porsche (Ruf RK Spyder).